# Estação Pontchaillou
Pontchaillou é uma estação metroviária da linha "A", do Metro de Rennes . O projetista arquiteto da estação foi Manuelle Gautrand.